# Анна в тропиках
«Анна в тропиках» — пьеса американского драматурга кубинского происхождения Нило Круза. В 2003 году Круз получил за неё Пулитцеровскую премию.

## Действующие лица
- Сантьяго — владелец сигарной фабрики
- Офелия — его жена, управляющая фабрикой
- Марелла — их дочь
- Кончита — их дочь
- Чече — родственник Сантьяго
- Паломо — муж Кончиты
- Хуан Хулиан — лектор
- Элиадес
- Работники фабрики

## Сюжет
Действие развивается в Тампа, центре сигарной промышленности близ Майами. Время действия — 1929 год, когда сигары начинают выходить из моды, а рынок захватывают сигареты. Традиции ручной прокатки сигар, которые привезли с собой кубинские иммигранты во Флориду в XIX веке, предусматривали сопровождение работы чтением вслух: специально нанятый лектор читал рабочим художественную литературу. Однако в 1930-х годах владельцы фабрик начинают отказываться от ручного труда и покупать машины.
Приехавший с Кубы новый лектор начинает читать рабочим фабрики «Анну Каренину» Льва Толстого, что вызвало неожиданное влияние романа на жизнь персонажей пьесы и их отношения, которые начинают выходить из-под контроля.

## Признание
Премьера спектакля состоялась 12 октября 2002 года в Новом театре в Корал-Гейблс, штат Флорида. После награждения Круза Пулитцеровской премией пьеса мгновенно стала культовой в латиноамериканском сообществе.
«Анна в тропиках» была удостоена двух номинаций премии Тони в 2004 году. Спектакль был номинирован в категориях: лучший спектакль и лучшая ведущая актриса (Дафна Рубин-Вега).